# Sac de gemecs

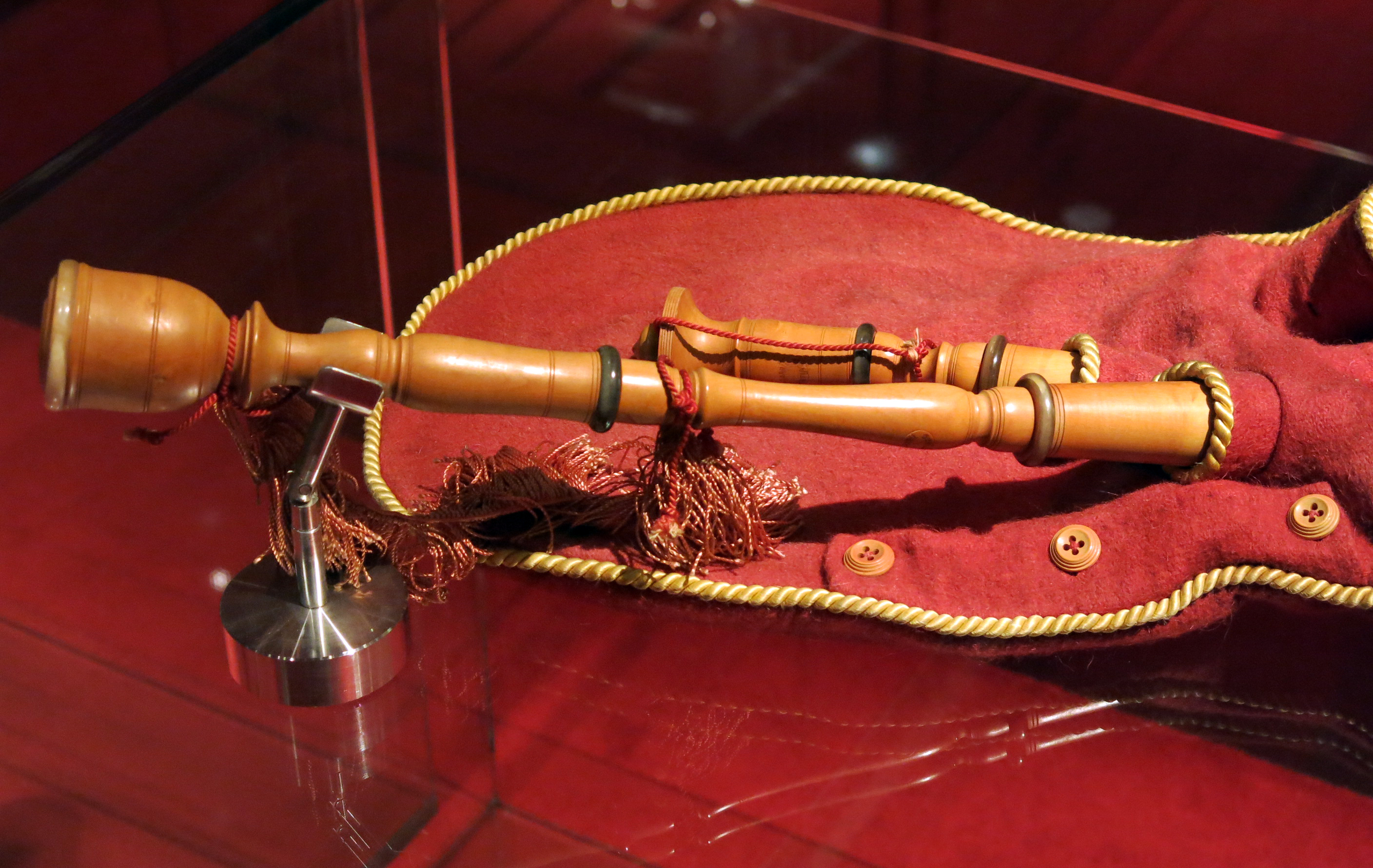
Sac de gemecs au musée de la musique de Barcelone.

Le sac de gemecs (littéralement « sac à gémissements » en catalan), criatura verda, borrassa est un instrument de musique catalan. C'est un instrument à vent à anches, de la famille des cornemuses. Sa cousine proche de Majorque porte le nom de xeremia, il est aussi proche de et parfois confondu avec la gaita hispanique.

## Facture
Il comporte trois bourdons insérés dans une seule pièce communiquant avec le sac, le tout dirigé vers le bas :
1. Le bourdon gran est en ut ou do grave
2. Le bourdon moyen est en sol
3. Le petit bourdon est en do aigu

Ces trois sont munis d'anches simples alors que le tuyau mélodique est lui équipé d'une anche double.
Le sac de gemecs présente en Roussillon (ou Catalogne nord) des particularités quant à sa forme (départ des bourdons) et son diapason. En effet les recherches menées par le Centre internacional de música popular, gestionnaire du Musée des instruments de Céret (Pyrénées-Orientales) ont permis de retrouver des instruments du XIXe siècle vraisemblablement en diapason la 404 Hz (copie réalisée par Claude Girard).

## Jeu
Il était utilisé dans les anciennes cobles jouant les sardanes. Maties Mazarico fut le premier à le refaire sonner, dès 1995, au sein de Els Ministrils del Rosselló.  Et il est en train de revivre grâce aux professeurs de musique traditionnelles du conservatoire de Perpignan.